# Ostatnia niedziela
Ostatnia niedziela (tytuł oryginalny: E diela e fundit) – albański film fabularny z roku 1993 w reżyserii Gjergji Xhuvaniego.

## Opis fabuły
Historia małżeństwa z długim stażem, którego życie do tej pory wyglądało na ustabilizowane. Jeden dzień, pełen niespodzianek zakłóca ten spokój. Ich dom staje się z dnia na dzień więzieniem, a rzeczywistość rozgrywająca się wokół zaczyna przerażać.

## Obsada
- Ilia Shyti jako mąż
- Margarita Xhepa jako żona
- Sokol Angjeli jako syn
- Ina Gjika jako narzeczona syna
- Gëzim Rudi